# Športni park Domžale
Športni park Domžale je stadion v Domžalah in je matični stadion Nogometnega kluba Domžale in atletskega kluba Domžale.